# Eduardo Braga
Carlos Eduardo de Sousa Braga (Belém do Pará, 6 de diciembre de 1960) es un político brasileño perteneciente al Movimiento Democrático Brasileño.
Fue alcalde de Manaos, capital del estado de Amazonas, diputado estatal y federal. En octubre del 2002 fue elegido gobernador del Amazonas en la primera vuelta con el 52,4% de los votos válidos. Fue reelecto en las elecciones a la gobernadoría del 2006 también sin necesidad de segunda vuelta. En marzo de 2010 renunció al cargo, que pasó a ocupar Omar Aziz para presentarse a senador en las elecciones de ese año. Logró ser elegido con el 42% de los votos, siendo el candidato más votado. Fue ministro de Minas y Energía en el gobierno de Dilma Rousseff, durante la permanencia en el cargo tuvo que enfrentar una crisis de agua en los estados más ricos de la federación, una grave crisis en el suministro de energía, tener que subir el precio de la energía para satisfacer la necesidad y aumentó la producción de las plantas termoeléctricas, renunció días antes del proceso de destitución de Dilma Rousseff de la presidencia de Brasil por el congreso brasileño.